# Iomerê
Iomerê is een gemeente in de Braziliaanse deelstaat Santa Catarina. De gemeente telt 2.643 inwoners (schatting 2009).

## Aangrenzende gemeenten
De gemeente grenst aan Arroio Trinta, Ibicaré, Pinheiro Preto, Treze Tílias en Videira.